# 日本空手道泊親会
日本空手道泊親会（にほんからてどうはくしんかい）は複数の空手道場が参加する空手道会派。

## 概要・歴史
遠山寛賢の門下生の一人である伊藤幹之（二代目会長）は1952年修道舘より独立。 東京都大田区に道場を開設し「日本空手道研究会」と称した。1966年の遠山寛賢逝去後、伊藤幹之は有志を集め、遠山の旧姓「親泊 (おやどまり)」を冠した新会派「日本空手道泊親会」を結成した。
現在は開会50年を越え、会員は4,000名を超える団体へと成長させている。

## 歴代会長
- 伊藤幹之（公認八段/連合会九段/範士） 2004年8月13日逝去
- 田野安男（公認八段/連合会九段/範士） 神奈川県空手道連盟特別顧問 / 日本空手道連合会顧問
- 堀川博明（公認八段/連合会九段/範士） 静岡県清水道場代表

- 公式ウェブサイト